# Hachette Book Group
A Hachette Book Group (HBG) a Hachette Livre, Franciaország legnagyobb kiadóvállalata és a világ harmadik legnagyobb kereskedelmi és oktatási kiadója tulajdonában lévő kiadóvállalat.
A Hachette Livre a Lagardère Group 100%-os tulajdonában lévő leányvállalata. A HBG akkor jött létre, amikor 2006. március 31-én a Hachette Livre megvásárolta a Time Warner Book Group-ot a Time Warnertől. Székhelye a 1290 Avenue of the Americas, Midtown Manhattan, New York City címen található.
A legkorábbi kiadó, amely végül a Hachette Book Group részévé vált, az 1837-ben alapított Little, Brown and Company volt, amelyet a Time Inc. vásárolt meg 1968-ban.
A Hachette-et a Holtzbrinck/Macmillan, a Penguin Random House, a HarperCollins és a Simon & Schuster mellett az "öt nagy" kiadó egyikeként tartják számon.
Egy év alatt a HBG körülbelül 1400+ felnőttkönyvet ad ki (köztük 50–100 csak digitálisan), 300 könyvet fiatal olvasóknak és 450 hangoskönyvcímet (beleértve a fizikai és a csak letölthető könyveket is). 2017-ben a cég 167 könyvvel szerepelt a New York Times bestsellerlistáján, ebből 34 az 1. helyezést érte el.
2012. április 11-én az Egyesült Államok Igazságügyi Minisztériuma benyújtotta a United States kontra Apple Inc. ügyet, amelyben vádlottként az Apple-t, a Hachette-et és négy másik nagy kiadót nevezett meg. A perben azt állították, hogy összeesküdtek az e-könyvek árának rögzítésére, és gyengítik az Amazon.com pozícióját a piacon, megsértve a trösztellenes törvényt.
Miután a Hachette megvásárolta a Hyperion Books a Disney-től, 2014 márciusában a Hyperion új neve is Hachette Books lett.
2014 májusában az Amazon.com bejelentette, hogy a továbbiakban nem vesz fel előrendelést Hachette-könyvekre, jelezve, hogy megszakadtak a nyereségrészesedési megállapodásokkal kapcsolatos tárgyalások.
2020. június 1-jén a Hachette egyike volt azoknak a kiadóknak, akik beperelték az Internet Archívumot, azzal érvelve, hogy e-könyv-gyűjteménye megtagadja a szerzők és kiadók bevételét, és a könyvtárat "a szerzői jogok szándékos tömeges megsértésével" vádolja.